# Willie Person Mangum
Willie Person Mangum (ur. 10 maja 1792 w hrabstwie Durham, zm. 7 września 1861 tamże) – amerykański prawnik i polityk, kandydat na prezydenta w 1836 roku.

## Biografia
Urodził się 10 maja 1872 na terenie hrabstwa Durham. Uczęszczał do prywatnych szkół w Fayetteville i Raleigh, a następnie wstąpił na University of North Carolina at Chapel Hill, gdzie ukończył nauki prawne w 1815 roku. Dwa lata później został przyjęty do palestry i rozpoczął prywatną praktykę w Red Mountain. W latach 1818–1819 zasiadał w legislaturze stanowej Karoliny Północnej. W 1823 roku został wybrany do Izby Reprezentantów, gdzie zasiadał przez trzy lata, do momentu rezygnacji. W 1830 roku wygrał wybory do Senatu, z ramienia Partii Demokratycznej. Po swojej rezygnacji w 1836 roku wystartował w wyborach prezydenckich z ramienia Partii Wigów. Wigowie byli na tyle niezorganizowaną formacją, że wystawili w wyborach trzech innych kandydatów: Williama Henry’ego Harrisona, Daniela Webstera i Hugh White’a, licząc, że żaden z kandydatów nie uzyska większości i wyboru dokona Izba Reprezentantów. W głosowaniu Kolegium Elektorów Mangum otrzymał 11 głosów. Rok po wyborach został ponownie senatorem, zajmując wakujące miejsce po rezygnacji Bedforda Browna. W latach 1842–1845 pełnił funkcję przewodniczącego pro tempore Senatu. Mandat senatora sprawował do roku 1853, kiedy to przegrał wybory i powrócił do praktykowania prawa. Zmarł 7 września 1861 na terenie hrabstwa Durham.